# Prâlon
Prâlon é uma comuna francesa na região administrativa da Borgonha-Franco-Condado, no departamento de Côte-d'Or. Estende-se por uma área de 3,09 km². Em 2010 a comuna tinha 93 habitantes (densidade: 30,1 hab./km²).